# Formosa (film)
Pour les articles homonymes, voir Formosa.
Formosa est un film documentaire tourné au début du XXe siècle qui décrit la vie des habitants de Taïwan sous domination japonaise. Il s'agit du plus ancien film connu concernant Taïwan.

## Synopsis
Le film commence par un carton sur la superficie et la population de Formose (Taïwan) puis retrace l'histoire de la cession de Taïwan au Japon. Les images montrent ensuite le gouverneur général de Taïwan (en fait, Mikuriya Kiso) visitant le peuple indigène de Taïwan, et des scènes de Taïwanais séchant du sel, plantant du thé et cueillant de la canne à sucre. 

## Contexte
Ce film documentaire de 7 minutes et 48 secondes a été tourné en noir et blanc puis teinté de différentes couleurs en fonction des plans. Le film mentionne une distribution de Hollandsche Film Universiteit (Holfu) mais aucune information sur la production ou la réalisation ni aucune date. 
Le professeur Li Daoming de l'Université nationale des arts de Taipei estime que Holfu est une filiale de la société cinématographique française Pathé aux Pays-Bas. Le professeur Shih Wei-Chu de l'Université centrale nationale considère que Holfu est une filiale de la société cinématographique belge « Université Cinégrafiques Internationales, LUCI ».
À la suite de ses recherches sur des films documentaires sur le Japon, produits par des sociétés cinématographiques européennes et américaines entre 1910 et 1920, Li Daoming n'a identifié que Elias Burton Holmes, photographe de voyage, qui se soit rendu à Taïwan pour y filmer. Il a découvert que les uniformes de police correspondent à la période 1908-1920 et que le bureau de Nantou de cette même époque apparait dans le film. Se basant sur deux articles du Taiwan Daily News de 1917 et de 1920, il a conclu que le film avait été tourné fin 1917, lorsque Elias Burton Holmes et son photographe Herford Tynes Cowling étaient à Taïwan.
Le film conservé par le EYE Film Instituut Nederland aux Pays-Bas n'est pas l'original, mais une copie de quatrième génération datant de 1928. En 1991, le musée a fait une copie du film et l'a envoyé au Centre national du film de Taïwan (devenu le Taiwan Film and Audiovisual Institute). Le film a été projeté à de nombreuses reprises à Taïwan, il a également été numérisé et mis en ligne en 2025. 
Il est à noter que l''emplacement de Taïwan est indiqué sur une carte française dans le film Formosa, qui, par ailleurs indique que la superficie de Taïwan est 1,5 fois plus grande que les Pays-Bas (or c'est le contraire). 
Li Daoming estime que la description de Taïwan dans le film est impérialiste, utilisant des coutumes exotiques et des peuples indigènes pour présenter les points de vue et les stéréotypes du colonisateur.